# U.S. Route 2 en Idaho
La U.S. Route 2 o Ruta Federal 2 (abreviada US 2) es una autopista federal ubicada en el estado de Idaho. La autopista inicia en el oeste desde la US 2 , hacia el este en la US 2 . La autopista tiene una longitud de 129 km (80.152 mi).

## Mantenimiento
Al igual que las carreteras estatales, las carreteras interestatales, y el resto de rutas federales, la U.S. Route 2 es administrada y mantenida por el Departamento de Transporte de Idaho por sus siglas en inglés ITD.

## Cruces
La U.S. Route 2 es atravesada principalmente por la US 95     en Sandpoint.